# سعیدمحمود (گرگر)
سعیدمحمود (به ترکی استانبولی: Seyitmahmut) یک منطقهٔ مسکونی در ترکیه است که در گرگر، آدیامان واقع شده‌است.